# Apopyros
Apopyros je rod glavočika smješten u podtribus Conyzinae,  dio tribusa Astereae.
Opisan je 1994. i sastoji se od dvije vrste južnoameričkog bilja.

## Vrste
1. Apopyros corymbosus (Hook. & Arn.) G.L.Nesom
2. Apopyros warmingii (Baker) G.L.Nesom